# Calc (lingvistică)
În practica traducerii, cuvântul „calc” se referă la traducerea literală (cuvânt cu cuvânt) al cărei rezultat nu este totdeauna corect conform normelor varietății standard a limbii țintă. În schimb în lingvistica comparativă, în lingvistica istorică și în lexicologie, calcul lingvistic este un procedeu mixt (intern și extern) de îmbogățire a unei limbi, mai ales în domeniul lexicului și al frazeologiei, dar în mai mică măsură și în domeniul gramatical. Se include aici preluarea sensului unor cuvinte străine și traducerea integrală sau parțială a morfemelor care alcătuiesc unele cuvinte sau alte unități străine în morfeme corespunzătoare ale limbii receptoare.

## Calc lexical
Rezultatul calcului lexical este un cuvânt. Poate fi vorba de calc semantic sau de calc de structură morfematică.

### Calc semantic
Calcul semantic este preluarea sensului unui cuvânt străin de către un cuvânt existent în limba receptoare. În cazul unor preluări relativ vechi, se întâmplă ca acest cuvânt să păstreze numai sensul preluat. Exemple:
- en  Sensul inițial al cuvântului write era a „zgâria”, apoi sub influența cuvântului latinesc scribere „a trasa linii cu un obiect ascuțit; a scrie”, a preluat al doilea sens al acestuia[3].
- zh  Cuvântul dìng însemna inițial „fix; stabil”. Budiștii chinezi au tradus cu acesta cuvântul sanscrit samādhi, care denumește o stare de adâncire în meditație[4].

În cazul calcurilor semantice relativ recente se păstrează și sensul/sensurile cuvântului receptor. De exemplu, cuvântul românesc cerc a preluat sensuri figurate de la cercle din limba franceză, printre care „grup de oameni legați între ei prin interese comune ori prin legături de rudenie sau de prietenie”. De asemenea, cuvântul francez réaliser „a realiza” a preluat de la cuvântul englezesc realize „a face să devină realitate; a-și da seama, a înțelege” și al doilea sens al acestuia.

### Calc de structură morfematică
Prin acest tip de calc rezultă în limba receptoare cuvinte compuse sau derivate prin traducerea morfemelor care compun unele cuvinte străine, sau prin redarea în acest fel a unor sintagme străine.
Exemple de cuvinte compuse obținute prin calc după cuvinte compuse:
- ro  bunăstare < de  Wohlstand[7];
- en  crispbread < de  Knäckebrot „pâine crocantă”[3];
- fr  presqu’île < la  paeninsula „peninsulă” (literal „aproape insulă”)[8];
- hr  zemljopis < el  geographía „geografie” (lit. „descrierea Pământului”)[9];
- zh  lán-méi < en  blueberry „afină” (lit. „bacă albastră”)[4].

O limbă în care compunerea este un procedeu foarte productiv, cum este de pildă maghiara, redă prin cuvinte compuse nu numai asemenea cuvinte din alte limbi, ci în general și sintagmele străine pe care le calchiază. Exemple: anyanyelv < de  Muttersprache „limbă maternă”, virágvasárnap < sr  sau hr  Cvetna nedelja „Duminica Floriilor”.
Și cuvinte derivate străine pot fi modele de calc lexical. Exemple cu prefixe sunt ro  coraport < ru  содоклад (sodoklad), sau hu  kiküszöböl < la  eliminare „a elimina”.
Exemple cu sufixe:
- ro  întâietate < fr  primauté[7];
- en  brotherhood < la  fraternitas „fraternitate”[3];
- hu  főnök < de  Häuptling „șef”[10].

Există și calc cu derivare parasintetică (prefix + cuvânt + sufix), de exemplu ro  deznodământ < fr  dénouement.
Exemplele de mai sus sunt calcuri totale, dar există și parțiale, atât cuvinte compuse, cât și derivate, în care unul din morfeme este un împrumut:
- ro  triunghi < fr  triangle, surprinde < fr  surprendre[7];
- fr  dopage < en  doping „dopare”, en  supermarché < supermarket[11];
- hu  agrárkérdés < de  Agrarfrage „chestiune agrară”, eltussol < de  vertuschen „a mușamaliza”[10].

Unele calcuri lexicale pot fi numite internaționale. Astfel, cuvântul german Übermensch, creat de filosoful german Friedrich Nietzsche, a dat în română supraom, în franceză surhomme, în italiană suprauomo, în engleză superman, în rusă сверхчеловек (sverhcelovek), în croată nadčovjek etc.
Sunt și calcuri lexicale imperfecte, bunăoară de  Halbinsel „peninsulă” (literal „insulă pe jumătate”) < la  paeninsula (literal „aproape insulă”). Cuvântul englez skyscraper (literal „zgârietor de cer”) a dat calcuri exacte (fr  gratte-ciel, es  rascacielos, hr  neboder), dar și imperfecte: ro  zgârie-nori, hu  felhőkarcoló (literal „zgârietor de nori”).

## Calc frazeologic
În general se consideră calc frazeologic cel al cărui rezultat este o unitate frazeologică, inclusiv o expresie idiomatică, fie de tip sintagmă sau de tip propoziție. De exemplu fr  course contre la montre „cursă contra cronometru” este un calc după sintagma en  race against de clock, sau fr  ce n’est pas ma tasse de thé „nu e ceea ce îmi place mie, nu e pasiunea mea” (literal „nu este ceașca mea de ceai”) este traducerea propoziției en  it’s not my cup of tea.
Alte exemple:
- ro  cultul personalității < ru  культ личности (kul't licinosti)[7];
- ro  să revenim la oile noastre < fr  revenons à nos moutons[7];
- en  accomplished fact „fapt împlinit” < fr  fait accompli[3];
- en  paper tiger „tigru de hârtie” < zh  zhǐ lǎohǔ[4];
- en  power politics „politică de forță” < de  Machtpolitik[1];
- es  lentes de contacto „lentile de contact” < en  contact lenses[14];
- es  golpe de Estado „lovitură de stat” < fr  coup d’État[15].

Și printre asemenea calcuri există parțiale, de pildă ro  învățământ secundar < fr  enseignement secondaire, hindi și urdu d̩abal kamrā „cameră cu două paturi” < en  double room.
Sunt și calcuri frazeologice internaționale. Criticul literar francez Charles Augustin Sainte-Beuve a creat expresia tour d’ivoire în legătură cu scriitorul Alfred de Vigny, de unde au rezultat ro  turn de fildeș, en  ivory tower, it  torre d’avorio, ru  башня из слоновой кости (bașnia iz slonovoi kosti), hu  elefántcsonttorony etc.
Unii lingviști disting și calcuri lexico-frazeologice, dar nu după aceleași criterii. După Larizgoitia 2010 este vorba de calcuri al căror rezultat este o sintagmă fără verb (vezi mai sus exemplele din limba spaniolă). Constantinescu-Dobridor 1998 și Hristea 2003 consideră lexico-frazeologic acel calc în care se cuprinde un cuvânt calchiat într-o unitate frazeologică calchiată. Un exemplu este ro  a face anticameră < fr  faire antichambre, în care anticameră este un calc lexical parțial, iar întreaga expresie un calc frazeologic.

## Calc gramatical
Exemple de calc morfologic se găsesc, de exemplu, în română, unde verbe latinești active au devenit reflexive sub influență slavă: a se naște < roditi sę, a se teme < bojati sę, a se ruga < moliti sę. În franceză de asemenea se găsește un fenomen analog, dar numai regional, de pildă, construcția cu verb activ în standard remercier pour quelque chose „a mulțumi pentru ceva” se folosește în Alsacia cu pronume reflexiv (se remercier pour quelque chose), sub infuența folosirii sale în de  sich bedanken für etwas.
Calcul sintactic se manifestă de exemplu în unele calcuri lexico-frazeologice. Printre cele de mai sus, construcția unora corespunde normelor gramaticale ale limbii receptoare, ex. en  accomplished fact (atributul adjectival înaintea substantivului determinat) „fapt împlinit” < fr  fait accompli (atributul după substantiv). Sunt însă și calcuri lexico-frazeologice care preiau și structura străină, de exemplu topica sintagmei, deci sunt în același timp și calcuri gramaticale. Astfel sunt, de exemplu în franceză, Nord-Coréen „nord-coreean” < en  North Korean, Sud-Africain „sud-african” < en  South African, în timp ce conform normelor francezei standard ar fi normale Coréen du Nord, respectiv Africain du Sud.
La nivel de propoziție și frază există de asemenea calcuri sintactice. În română, de exemplu, verbul a sluji poate avea complement direct (a sluji pe cineva), dar și complement indirect (a sluji cuiva), sub influența construcției ru  служить некому (slujit' nekomu). În franceza din Canada se întâlnesc, de pildă, construcții cu prepoziții traduse exact din engleză în loc de prepoziții prevăzute de franceza standard: être sur l’avion (literal „a fi pe avion”) < to be on the plane vs. être dans l’avion „a fi în avion”. În maghiara standard, verbul kell „a trebui” se construiește cu infinitivul altui verb (ex. el kell mennem „trebuie să plec”), dar în Transilvania se folosește o construcție cu imperativ-conjunctivul, el kell menjek, sub influența românei, care nu a fost, dar în prezent este acceptată și în Ungaria.
Există de asemenea calc morfologic și sintactic în același timp. Bunăoară, în română, verbul mai sus amintit a se ruga, pe lângă că a devenit reflexiv, în sens religios se construiește cu complement în dativ, tot sub influență slavă: a se ruga cuiva.

## Calc lexico-gramatical
Prin acest tip de calc au apărut, în română, de exemplu adjective provenite din verbe la gerunziu, sub influența unor adjective verbale provenite din participiul prezent francez: crescând(ă) < croissant(e), sau suferind(ă), folosit ca substantiv < fr  souffrant(e).